# Hylopezus fulviventris
Hylopezus fulviventris là một loài chim trong họ Grallariidae.